# Le Monestier
Le Monestier ist eine französische Gemeinde mit 239 Einwohnern (Stand: 1. Januar 2022) im Département Puy-de-Dôme in der Region Auvergne-Rhône-Alpes (vor 2016: Auvergne). Sie gehört zum Arrondissement Ambert und zum Kanton Les Monts du Livradois (bis 2015: Kanton Saint-Amant-Roche-Savine).

## Geographie
Le Monestier liegt etwa 42 Kilometer ostsüdöstlich von Clermont-Ferrand im Regionalen Naturpark Livradois-Forez. Nachbargemeinden von Le Monestier sind Grandval im Norden und Nordwesten, Tholières im Nordosten, Ambert im Osten, Saint-Ferréol-des-Côtes im Osten und Südosten, Champétières im Südosten, Chambon-sur-Dolore im Süden, Fournols im Südwesten sowie Saint-Amant-Roche-Savine im Westen und Nordwesten.

## Bevölkerungsentwicklung
| Jahr                       | 1962 | 1968 | 1975 | 1982 | 1990 | 1999 | 2006 | 2013 |
| Einwohner                  | 374  | 336  | 289  | 235  | 190  | 177  | 179  | 205  |
| Quellen: Cassini und INSEE |      |      |      |      |      |      |      |      |

## Sehenswürdigkeiten
- Kirche Saint-Antoine aus dem 15. Jahrhundert, Monument historique seit 1976

## Weblinks

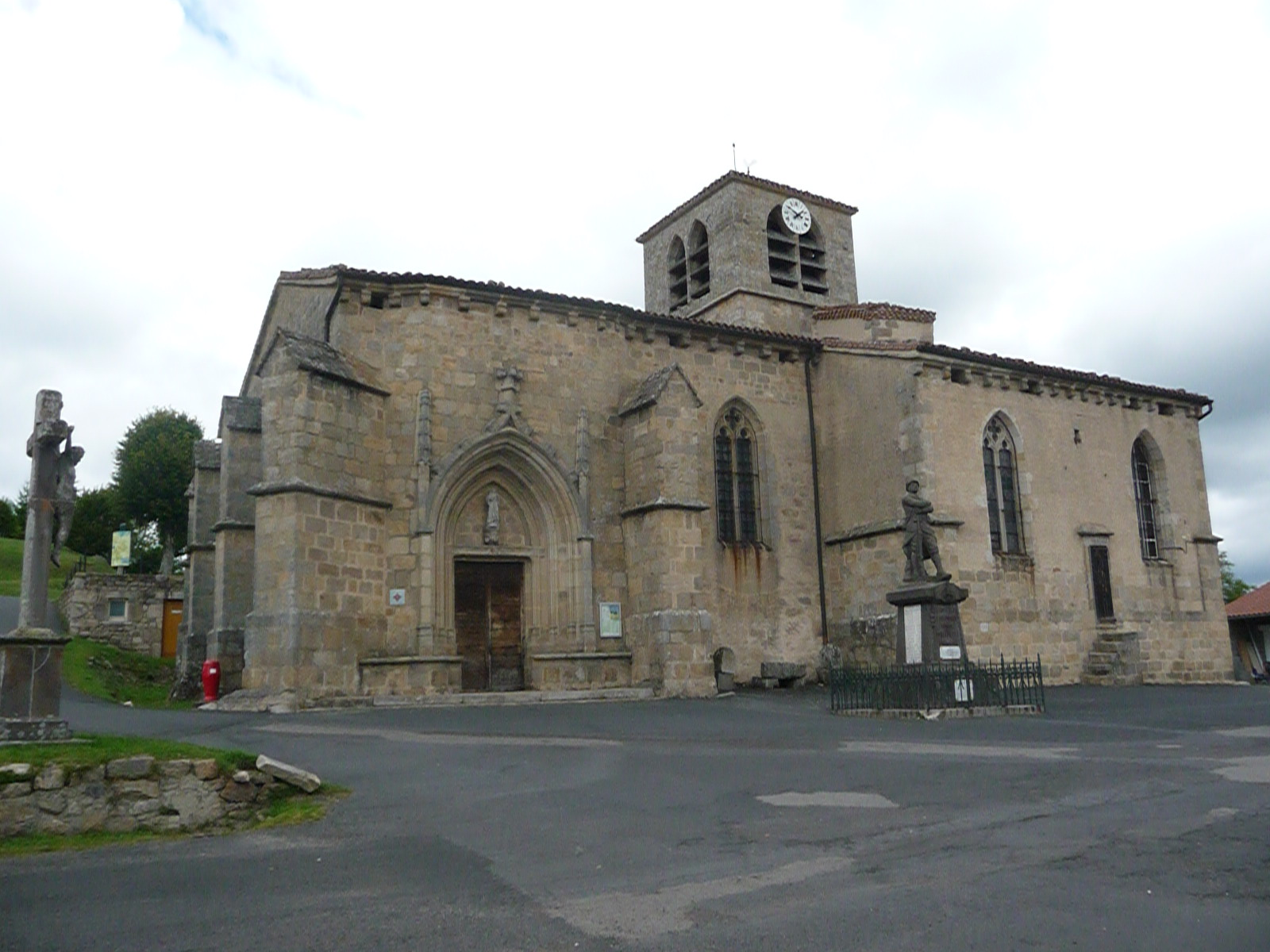
Kirche Saint-Antoine